# Luis Montes de Oca
Luis Montes de Oca (Ciudad de México, 30 de agosto de 1894-Ciudad de México, 4 de diciembre de 1958) fue un contador, empresario, diplomático y político mexicano. Se desempeñó como secretario de Hacienda y Crédito Público de 1927 a 1932 y como director general del Banco de México de 1935 a 1940.
Fue uno de los principales impulsores de la escuela austriaca de economía en México.  Estudió Contaduría Pública en la Escuela Superior de Comercio y Administración del Instituto Politécnico Nacional. 

## Biografía
Con 19 años de edad, en 1913 se enlistó en las filas de seguidores del presidente Francisco I. Madero. Después de la Decena Trágica y el cuartelazo de Victoriano Huerta, a quien se opuso ferozmente, tuvo que exiliarse en los Estados Unidos. A su regreso, se dio de alta en el ejército constitucionalista de Venustiano Carranza.
En 1920 inició su carrera diplomática como cónsul mexicano en El Paso, Texas. Ejerció el mismo cargo en diversos países europeos y en las colonias francesas del norte de África. En 1924 Plutarco Elías Calles lo invitó a regresar a México y pertenecer a su gabinete, designándolo Controlador General de la Nación (véase Departamento de Contraloría de la Federación), puesto en el que reorganizó la contabilidad general del gobierno, instituyó y principió el inventario de los bienes nacionales, controló el gasto público, las compras gubernamentales y los almacenes de la administración.
Fue titular de la Secretaría de Hacienda y Crédito Público de 1927 a 1932, durante las administraciones de los presidentes Plutarco Elías Calles y Pascual Ortiz Rubio. El 25 de julio de 1930 signó el Tratado Montes de Oca-Lamont así llamado por él y por el presidente del Comité Thomas W. Lamont. En el museo de la Secretaría de Hacienda hay un texto que dice al respecto: «firmó un nuevo convenio con el Comité Internacional del Banqueros a favor de la consolidación y pago de la deuda exterior, que se redujo en un 45% de su valor nominal. Montes de Oca firmó el arreglo de la deuda de los ferrocarriles nacionales y realizó la reforma monetaria de 1931, que desmonetizó el oro; también promovió la creación de la Comisión Reguladora de Cambios.» 
Además, entre sus acciones más sobresalientes que llevó a cabo durante su cargo están estructurar el primer Código Fiscal, los primeros organismos para la ejecución de obras públicas, crear los archivos económicos de Hacienda. Ahí conoció a los neoliberales Walter Lippman y Franz Schneider, quienes llegaron a México para acompañar al embajador y banquero estadounidense Dwight Morrow, quien tenía que discutir con el presidente Calles los problemas del petróleo y de la Iglesia católica. Junto con el gabinete del presidente Pascual Ortiz Rubio, renunció a la Secretaría de Hacienda el 20 de enero de 1932.
A partir de mayo de 1935, cuando Eduardo Suárez Aránzolo era secretario de Hacienda, Montes de Oca colaboró con él como Director del Banco de México, donde trabajaron Manuel Gómez Morin, Miguel Palacios Macedo y Luciano Wiechers. En 1936 el Banco de México se fortaleció con una nueva Ley Orgánica, estableciéndose que la institución podía aceptar en firme algunos de los títulos de deuda que emitirá la federación pero bajo condiciones estrictas. Como funcionario público, estimuló y dio apoyo económico a la Orquesta Sinfónica Nacional.
En 1940 renunció a la dirección del Banco de México, para convertirse en el tesorero y asesor de Juan Andreu Almazán en su candidatura presidencial contra Manuel Ávila Camacho. Después fue presidente de los consejos de administración de diversos bancos como el de Crédito Agrícola, de Almacenes Nacionales, del Banco Nacional Hipotecario Urbano y de Obras Públicas (hoy Banobras) y el de Crédito Popular.
A mediados de 1941 organizó el Banco Internacional y estimuló la creación de otras instituciones de crédito y de empresas comerciales e industriales en las que fue presidente o miembro. También fue miembro de la Asociación Mexicana de Cultura, desde donde propició que economistas como Friedrich Hayek y Ludwig von Mises visitaran a México y difundieran la escuela austriaca.